# 石川哮
石川 哮（いしかわ たける、1932年5月16日 - 2008年8月19日）は、日本の医学者。熊本大学名誉教授。日本アレルギー学会理事長。
ジャズ・ドラマーの石川晶は実弟。薬剤師の上仲小玲は実娘。フューチャーキッズ・プロジェクト代表でナイロビ・ケニア在住報道取材のコーディネーターの石川和博は甥。

## 来歴・人物
東京府出身。千葉大学医学部卒業。千葉大学大学院医学研究科博士課程修了後、1965年千葉大学医学博士　論文の題は「Wegener氏肉芽腫症及びその類似疾患の血清学的研究 」。
ニューヨーク州立大学バッファロー校にて医学博士号取得。熊本大学耳鼻科教授を長く務め、1998年定年退職、同名誉教授。その後は医療法人聖十字会九州アレルギー・免疫センター副センター長、日本アレルギー協会九州支部長・学会理事長などを歴任。
石川晶が設立した「フューチャーキッズ・プロジェクト」の日本事務局長を務め、国内での募金活動を晩年まで務めた。
多田富雄とは千葉大学で知り合って以来の親友だった。
2008年8月19日、胃がんのため熊本市内の病院で死去。享年76。

## 著作
- 『免疫・アレルギー学からみる耳鼻咽喉疾患』（南江堂、1988年）
- 『ネブライザー療法―上気道領域における臨床諸問題』（文光堂、1991年）
- 『ポレポレ(Pole Pole)―生のリズムと医のリズム』（医薬ジャーナル社、1998年）
- 『アレルギー医学―その反応カスケードの解明と免疫療法』（医薬ジャーナル社、1998年）
- 『癌免疫医学―人癌免疫治療を目指して』（医薬ジャーナル社、1998年）